# Панчешный, Трофим Андреевич
Трофим Андреевич Панчешный (1907—1996) — подполковник Советской Армии, участник Великой Отечественной войны, Герой Советского Союза (1943).

## Биография
Трофим Панчешный родился 22 июля 1907 года в селе Великий Щимель (ныне — Сновский район Черниговской области Украины). Окончил семь классов школы. В 1929 году Панчешный был призван на службу в Рабоче-крестьянскую Красную Армию. В 1936 году он окончил курсы политруков. С начала Великой Отечественной войны — на её фронтах.
К сентябрю 1943 года капитан Трофим Панчешный был заместителем по политчасти командира 19-го отдельного моторизованного понтонно-мостового батальона 7-й гвардейской армии Степного фронта. Отличился во время битвы за Днепр. 30 сентября — 1 октября 1943 года под руководством Панчешного осуществлялась переправа на пароме боевой техники и боеприпасов на плацдарм на западном берегу Днепра в районе села Солошино Кобелякского района Полтавской области Украинской ССР.
Указом Президиума Верховного Совета СССР от 20 декабря 1943 года за «мужество и героизм, проявленные при форсировании Днепра и удержании плацдарма на его правом берегу» капитан Трофим Панчешный был удостоен высокого звания Героя Советского Союза с вручением ордена Ленина и медали «Золотая Звезда» за номером 1487.
После окончания войны Панчешный продолжил службу в Советской Армии. В 1955 году в звании подполковника он был уволен в запас. Проживал и работал в Харькове. Скончался 24 марта 1996 года, похоронен на харьковском кладбище № 8.
Был также награждён орденом Отечественной войны 1-й степени и двумя орденами Красной Звезды, рядом медалей.